# Cesar Geerinck

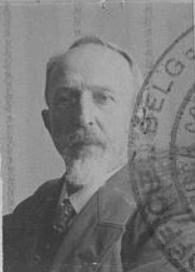

Cesar Geerinck (Zele, 6 maart 1862 - Brugge, 22 december 1919) was een Belgisch kunstschilder, behorende tot de Brugse School.

## Levensloop
Geerinck was een zoon van timmerman-schrijnwerker Jacobus-Franciscus Geerinck en mutsenmaakster Joanna-Catharina Cornelis. 
Hij trouwde met de Zeelse regentes Jeanne Christiaens (°1861) en kregen een zoon, Etienne (°1895). Ze woonden eerst in Antwerpen, vervolgens in Sint-Jans-Molenbeek en vanaf 1896 in Brugge, waar Jeanne directrice werd van de rijksmiddelbare school voor meisjes. Ze woonden in de directeurswoning bij deze school, Spiegelrei 15. Tijdens de Eerste Wereldoorlog vluchtten ze en woonden aan de Ampèrestraat 198 in Den Haag. In 1918 waren ze weer in Brugge.
Hij leerde het schildersvak in de pas opgerichte tekenacademie in Zele en vervolgens vanaf 1872 aan de kunstacademie in Dendermonde waar hij een eerste prijs behaalde. Hij studeerde verder aan de Koninklijke Academie voor Schone Kunsten van Antwerpen. Hij nam er in 1892 deel aan de wedstrijd voor de Prijs van Rome. De prijs werd dat jaar niet toegekend, maar Geerinck kreeg een eervolle vermelding voor het schilderij dat het opgelegde thema weergaf: Een boodschapper brengt aan Job de tijding van komende rampspoed. Het schilderij hangt nu in de raadszaal van de gemeente Zele. Wellicht schonk de schilder het als dank voor de studiebeurzen die hij van de gemeente had ontvangen. 
Geerinck was alvast heel actief en schilderde onder meer stadsgezichten, niet alleen van Brugge (het begijnhof), maar ook van Franse steden zoals Rouen of Amiens. Daarnaast schilderde hij stillevens, interieurs, vissersboten, landschappen, honden en af en toe een portret.
Hij was lid van de door Hendrik Van Hulle gestichte vereniging Kunst en nam actief deel aan tentoonstellingen. Jaarlijks exposeerde hij, van 1905 tot aan zijn dood, op de jaarlijkse tentoonstellingen van de Cercle Artistique Brugeois. Van 1911 tot 1914 nam hij ook deel aan de tentoonstellingen van de Cercle Artistique Ostendais.